# 蜥目魚屬
蜥目魚屬（學名：Sauropsis）是生活在侏羅紀的硬骨魚類，化石發現於西歐和古巴。其屬名的意思是「蜥蜴的眼睛」（σαυρος 意指「蜥蜴」，οπς 意指「眼睛」）